# 黑色军团 (报刊)
《黑色军团》（德語：Das Schwarze Korps）是党卫队的機關刊物。该报在每周三出版并免费发放给读者，每个党卫队成员都应阅读该报且需鼓励他人阅读。该报的主编是冈特·达尔昆，出版商是 Franz-Eher-Verlag 出版公司的马克斯·亚曼。该报敌视诸多团体，频繁地发表批评天主教會、犹太人、共产主义、共济会和其他团体的文章。:242 1935年3月6日創刊，当日印刷70,000份。同年11月出版量达到20万，1944年增加至750,000。党卫队保安處与该报紧密合作，对该报内容也有严格控制。